# Zespół Szkół Muzycznych im. Fryderyka Chopina w Pile
Zespół Szkół Muzycznych im. Fryderyka Chopina w Pile (ZSM w Pile) – placówka szkolnictwa artystycznego w Pile. Rozpoczęcie działalności pilskiej szkoły muzycznej datuje się oficjalnie na 1 stycznia 1970 r. Organem prowadzącym szkołę jest Ministerstwo Kultury i Dziedzictwa Narodowego z instytucją podległą - Departamentem Szkolnictwa Artystycznego i Edukacji Kulturalnej MKiDN, zaś nadzór pedagogiczny sprawuje Centrum Edukacji Artystycznej.

## Struktura i organizacja szkoły
Zespół Szkół Muzycznych im. Fryderyka Chopina w Pile tworzą:
1. Państwowa Szkoła Muzyczna I stopnia im. Fryderyka Chopina w Pile - została utworzona Zarządzeniem Nr 124 Ministra Kultury i Sztuki Lucjana Motyki z dnia 31 grudnia 1969 r. Szkoła otwarta została 1 stycznia 1970 roku, w praktyce zaś rozpoczęła działalność posiedzeniem Rady Pedagogicznej w dniu 2 stycznia 1970 r. Kształci obecnie w cyklach sześcioletnim i czteroletnim w zakresie gry na: fortepianie, skrzypcach, altówce, wiolonczeli, kontrabasie, gitarze, akordeonie, flecie, klarnecie, oboju, fagocie, saksofonie, trąbce, puzonie, bębnie.
2. Państwowa Szkoła Muzyczna II stopnia im. Fryderyka Chopina w Pile – utworzona Zarządzeniem Nr 66 Ministra Kultury i Sztuki, sygnowanym przez podsekretarza stanu Władysława Loranca[2] z dnia 14 października 1975 r. Obecnie kształci w zawodzie muzyk na Wydziale Rytmiki, Wydziale Wokalnym oraz na Wydziale Instrumentalnym w specjalnościach: fortepian, skrzypce, altówka, wiolonczela, kontrabas, gitara, akordeon, flet, klarnet, obój, fagot, trąbka, puzon, bęben. Ukończenie szkoły muzycznej II stopnia i pozytywne zdanie egzaminu końcowego skutkuje uzyskaniem tytułu zawodowego muzyk.

ZSM w Pile jest bezpłatną szkołą publiczną prowadzącą wyłącznie kształcenie artystyczne, co oznacza, że uczniowie realizują jej program jednocześnie z zajęciami w innej szkole oświatowej (szkole podstawowej, średniej, na studiach), stąd zajęcia odbywają się w uwzględniających ten fakt porach, głównie w godzinach popołudniowych. Nabór do szkoły tego typu odbywa się corocznie, w czerwcu, na podstawie przesłuchań lub egzaminów oceniających predyspozycje kandydatów.

## Dyrektorzy
| Lata urzędowania | Imię i nazwisko       |
| ---------------- | --------------------- |
| 1970-1990        | Bernard Wojciechowski |
| 1990-2022        | Karol Urbanek         |
| 2022-obecnie     | Andrzej Czaja         |

Wicedyrektorami szkoły byli: Zdzisław Brzyszko, Zbigniew Guzowski, Karol Urbanek, Danuta Kotowska, Grażyna Kędziora, Emilia Pankowiak. Od roku 2024 funkcję wicedyrektora pełni Andrzej Gębala.

## Historia

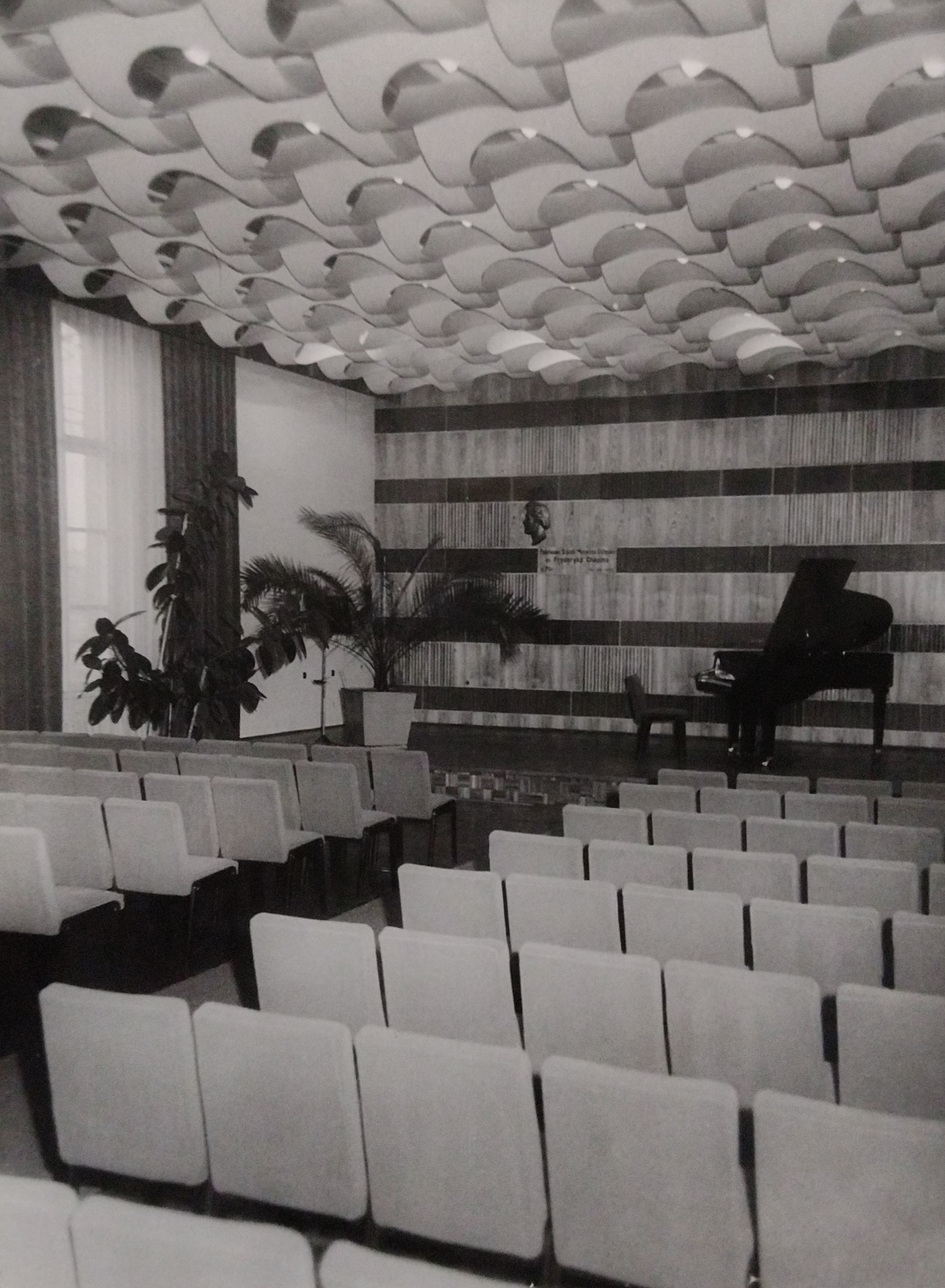
Aula PSM w Pile w latach 70.

Bernard Wojciechowski, późniejszy dyrektor pilskiej szkoły muzycznej, rozpoczął starania o rozwój edukacji artystycznej w mieście jeszcze przed oficjalnym otwarciem państwowej szkoły muzycznej. Od października 1969 r. nauczano dzieci i młodzież, korzystając z pomieszczeń udostępnionych w szkole podstawowej nr 9 (obecnie szkoła przy ul. Kujawskiej 18), później zaś z pomieszczeń dawnego Liceum Medycznego. (obecnie al. Niepodległości 2).
Na nową siedzibę artystycznej placówki edukacyjnej wyznaczono budynek zlokalizowany przy ul. Walki Młodych 39 (obecnie ul. Młodych 1). Wymagał on jednak gruntownego remontu, dlatego przekazanie budynku szkole odbyło się formalnie dopiero w dniu 2 grudnia 1970 r. W roku szkolnym 1970/1971, w wyremontowanym i zaadaptowanym na potrzeby szkoły budynku, naukę rozpoczęło 150 uczniów, a zatrudnienie znalazło 16 nauczycieli. Wśród pionierów nauczania muzycznego w Pile, obok dyrektora szkoły, wymienić można: Krystynę Wójcik, Klarę Kaulfusównę, Grażynę Kowalską, Leona Schuberta i Zdzisława Brzyszko oraz Sabinę Wojciechowską, która od roku 1971 prowadziła w budynku szkoły przedszkole muzyczne. Wkrótce po przeprowadzce do nowego budynku, w roku szkolnym 1971/1972 szkoła zyskała salę koncertową. 15 grudnia 1973 r. odbyła się w niej uroczystość nadania PSM I stopnia imienia Fryderyka Chopina.

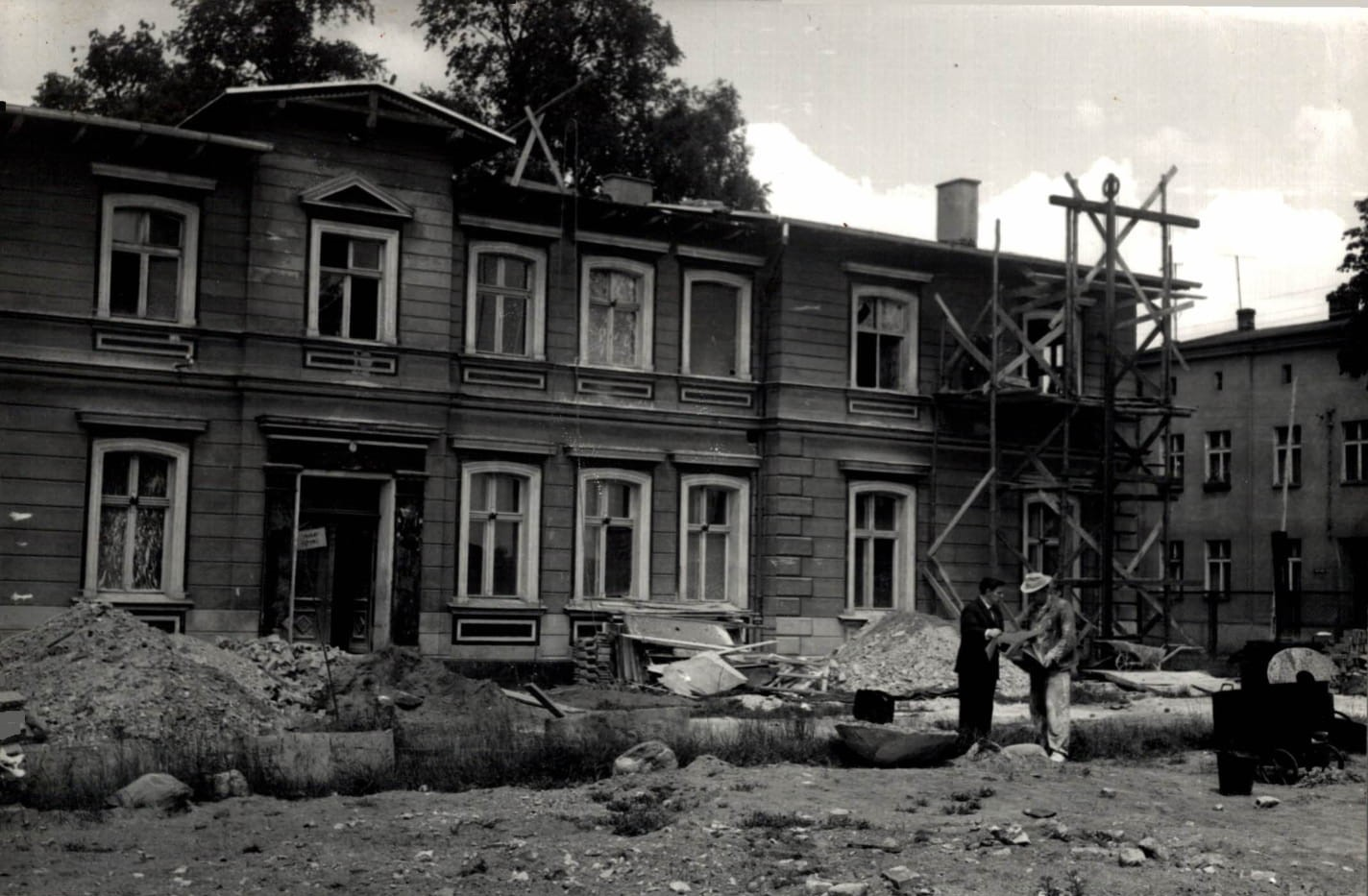
Remont budynku szkoły (początek lat 70).

W roku 1975, roku reformy administracyjnej, na mocy której powstało województwo pilskie, powstała także Państwowa Szkoła Muzyczna II stopnia im. Fryderyka Chopina w Pile. Zarządzenie powołujące PSM II stopnia do życia mówiło jednocześnie o połączeniu jej w jedną placówkę szkolną z Państwową Szkołą Muzyczną I stopnia, które razem utworzyły Zespół Szkół Muzycznych w Pile. Warto odnotować, że o ile PSM I i II stopnia od samego początku posiadały w swej nazwie imię patrona, to oficjalne nadanie Zespołowi Szkół Muzycznych w Pile imienia Fryderyka Chopina nastąpiło w roku jubileuszu 35-lecia istnienia szkoły, wskutek decyzji Ministra Kultury z dnia 21 stycznia 2005 r., w której doprecyzowano nazwę szkoły do jej obecnej wersji.
Bardzo ważnym etapem w rozwoju szkoły był dzień 13 października 1978 r., gdy oddano do użytku nowy gmach o powierzchni 800 m² połączony z dotychczasowym budynkiem szkoły o powierzchni 300 m². W ten sposób placówka zyskała nie tylko nowe sale lekcyjne, ale również salę kameralną, bibliotekę, nowe pomieszczenia administracyjne i klub. Fasadę nowej części szkoły ozdobiły charakterystyczne, rozpoznawalne wśród pilan płaskorzeźby autorstwa Eugeniusza Repczyńskiego przedstawiające zwiewne postaci grające na instrumentach. Motyw ten powtórzony jest w formie malunków we wnętrzach budynku na ścianie przy głównym wejściu oraz naprzeciw klatki schodowej w nowym gmachu.
W historii szkoły istotne okazały się dla szkoły lata 2017-2018, które przyniosły przełom związany z poprawą funkcjonalności i estetyki budynków, ich wnętrz i otoczenia szkoły. Stało się to za sprawą zrealizowanych wówczas prac termomodernizacyjnych i remontowych, dzięki którym szkoła przeszła niezbędną, wieloaspektową i gruntowną modernizację.

## Działalność szkoły
W ciągu ponad pięćdziesięcioletniej historii istnienia pilskiej szkoły muzycznej jej uczniowie zdobywali liczne nagrody na konkursach regionalnych, ogólnopolskich, a także międzynarodowych. 
Równolegle z działalnością pedagogiczno-edukacyjną szkoła realizuje od lat działania w charakterze gospodarza przeglądów i warsztatów muzycznych, w tym przede wszystkim cieszącego się dużą popularnością cyklicznego wydarzenia, jakim są Ogólnopolskie Warsztaty Rytmiki. Ponadto regularnie organizowane są w szkole okolicznościowe koncerty mające charakter otwarty, których ideą jest prezentowanie społeczności Piły osiągnięć uczniów.
W szkolnej sali koncertowej na przestrzeni lat usłyszeć było można m.in. Piotra Palecznego, Reginę Smendziankę, Orkiestrę Kameralną Polskiego Radia Amadeus pod batutą Agnieszki Duczmal, prof. Małgorzatę Komorowską, prof. Jadwigę Kotnowską, prof. Tomasza Strahla, prof. Bartosza Bryłę, prof. Andrzeja Tatarskiego, prof. Monikę Sikorską-Wojtachę, prof. Waldemara Wojtala, Waldemara Malickiego, zespół wokalny Affabre Concinui, Glass Duo, Rafała Blechacza, uczestników Międzynarodowego Konkursu Chopinowskiego czy renomowane chóry krajowe i zagraniczne.

## Absolwenci
- Jacek Olter – polski muzyk jazzowy i perkusista[13].